# Éthylone
 (octobre 2013).
Si vous disposez d'ouvrages ou d'articles de référence ou si vous connaissez des sites web de qualité traitant du thème abordé ici, merci de compléter l'article en donnant les références utiles à sa vérifiabilité et en les liant à la section « Notes et références ».
L'éthylone (MDEC, βk-MDEA) est un psychostimulant entactogène ou empathogène, généralement considéré comme un nouveau produit de synthèse (NPS).

## Chimie
Chimiquement, c'est un dérivé N-éthylé de la cathinone. On parle parfois de bêta-céto-amphétamine, pour préciser qu'elle possède la structure générale d'une amphétamine, avec une fonction cétone sur le carbone en bêta par rapport à l'atome d'azote.
Elle correspond à la version bêta-cétonique de la MDEA, c'est pourquoi on l'appelle parfois βk-MDEA.

## Pharmacologie
L'éthylone comme la méthylone et la MDEA provoque vraisemblablement une libération de sérotonine, de noradrénaline et de dopamine dans le cerveau humain, expliquant ainsi ses effets psychotropes.

## Effets et conséquences
L'éthylone n'étant pas un produit très répandu, peu de recherches ont été effectuées. On ne connaît quasiment pas sa toxicité et sa pharmacologie.

### Effets recherchés
- désinhibition;
- coupe-faim (anorexigène);
- sensations de bien-être, d'euphorie;
- sensation d'empathie d'où sa qualification d'empathogène ou d'entactogène ;
- exacerbation des sens (notamment tactile et sensibilité à la musique);

Il arrive que l'expérience soit désagréable, on parle alors de bad trip.